# Eudulophasia sicelides
Eudulophasia sicelides är en fjärilsart som beskrevs av Druce 1885. Eudulophasia sicelides ingår i släktet Eudulophasia och familjen mätare. Inga underarter finns listade i Catalogue of Life.